# Żywot Aleksandra Newskiego

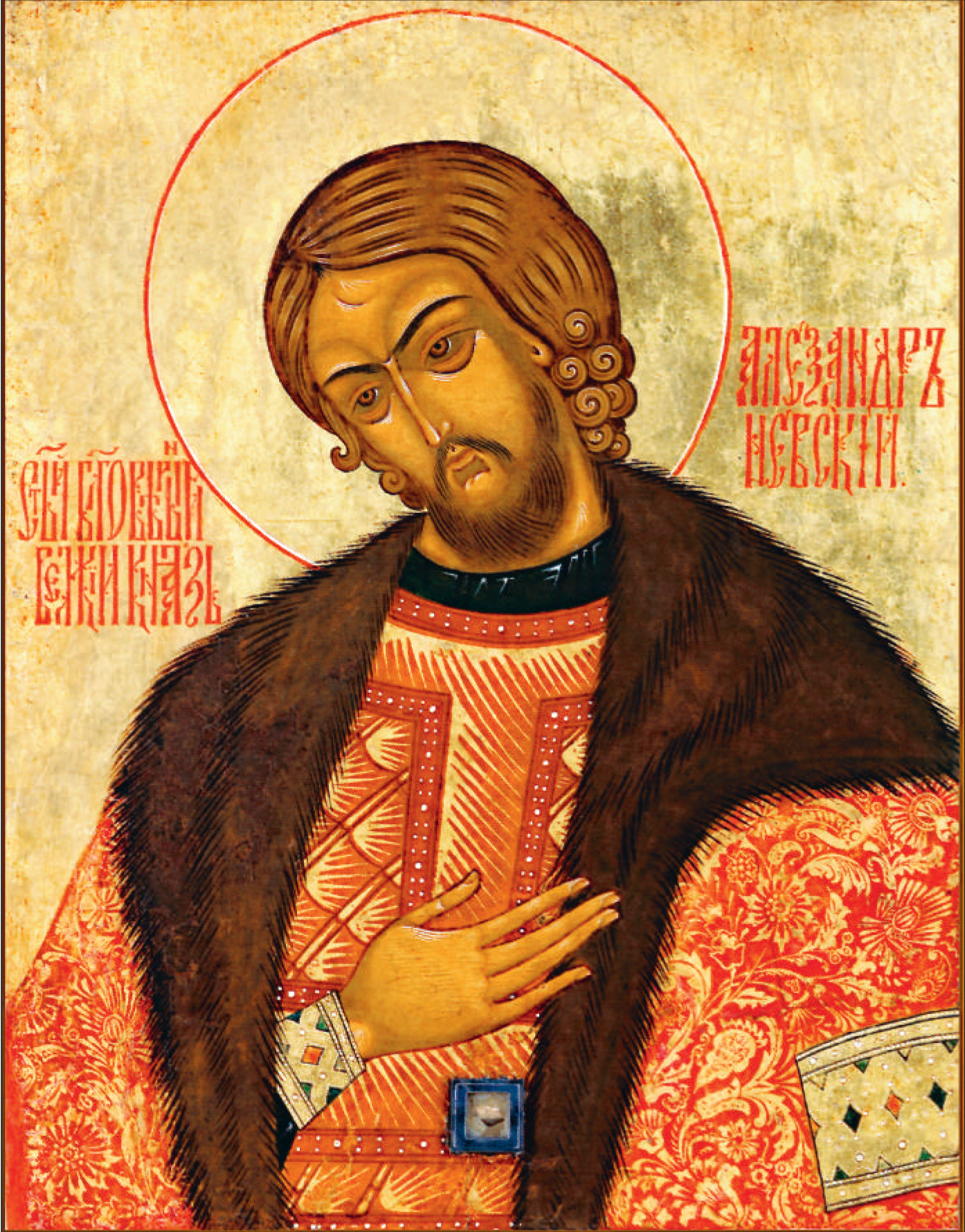
Aleksander Newski. Ikona prawosławna

Żywot Aleksandra Newskiego, pełny tytuł: Opowieść o życiu i męstwie prawowiernego i wielkiego księcia Aleksandra (oryg. Повесть о житии Александра Невского, Повесть о житии и о храбрости благоверного и великого князя Александра) – zabytek trzynastowiecznej literatury staroruskiej, przykład średniowiecznej prawosławnej literatury hagiograficznej. Jego tematem jest opowiedziane w konwencji hagiografii życie księcia Aleksandra Jarosławowicza Newskiego. 
Żywot Aleksandra Newskiego jest dziełem anonimowego autora, można natomiast precyzyjnie określić czas jego powstania – na koniec XIII wieku, a zatem okres następujący bezpośrednio po śmierci bohatera utworu. Domniemywać można, że autor tekstu znał księcia, jak również czerpał wiedzę o nim z rozmów z innymi świadkami jego działalności. Forma utworu stanowi połączenie staroruskiej konwencji hagiograficznej z próbą przedstawienia głębszej charakterystyki psychologicznej księcia, ze szczególnym wskazaniem na analizę jego głębokiej religijności. Zdaniem Tadeusza Kołakowskiego tak niespotykana konwencja wynika z prawdopodobnych okoliczności powstania utworu. Autor ten twierdzi, że tekst Żywota... powstał na zamówienie kół cerkiewnych, aby zastąpić wcześniejszą, świecką biografię Aleksandra Newskiego, napisaną po jego śmierci i szybko zaginioną. Zdaniem Kołakowskiego autor Żywota znał jej treść i przeniósł do napisanego przez siebie utworu liczne elementy z tego tekstu: styl charakterystyczny dla powieści wojennych, obszerne opisy starć, stawianie na równi osobistej religijności i odwagi księcia. 
Przejawem stylu hagiograficznego w Żywocie... jest obfite korzystanie z istniejących konwencji określających sposób pisania żywotów świętych. W takim duchu autor opisuje narodziny i śmierć księcia, porównuje go do licznych bohaterów biblijnych, podkreśla nadzwyczajną religijność swojego bohatera, a także przypisuje mu widzenia. Twierdzi również, że poczynania Aleksandra Newskiego pozostawały pod szczególną opieką boską. Charakterystyczne dla hagiografii jest również otwarcie całego utworu modlitwą i zamknięcie go opisem pogrzebu przyszłego świętego, a także liczne cytaty z Biblii.
Równocześnie autor tekstu – choć najprawdopodobniej dobrze zaznajomiony z biografią Aleksandra Newskiego – traktuje ją w sposób wybiórczy. Obok systematycznego przedstawiania jego religijności, koncentruje się na czynach wojennych księcia, obszernie opisując przebieg bitwy na jeziorze Pejpus w 1242 i bitwy nad Newą w 1240. Pomija natomiast całkowicie problematykę jego konfliktów z Litwą, Batu-Chanem oraz jego relacji wobec planów papieża dotyczących Rusi. Fakt zestawienia ze sobą w jednym tekście do tej pory rozbieżnych tematyk: religijnej i świeckiej (wojennej) wywołuje trwające do dziś spory o przynależność gatunkową utworu. Zdaniem Witolda Jakubowskiego takie zestawienie poetyk dotąd całkowicie przeciwstawnych jest dowodem na wysoki poziom literatury staroruskiej, zachowany nawet w skrajnie niesprzyjających rozwojowi kultury warunkach politycznych. 